# Pyrgulopsis glandulosa
Pyrgulopsis glandulosa är en snäckart som beskrevs av Robert Hershler 1988. Pyrgulopsis glandulosa ingår i släktet Pyrgulopsis och familjen tusensnäckor. IUCN kategoriserar arten globalt som sårbar. Inga underarter finns listade i Catalogue of Life.